# El mundo por venir
El mundo venidero, la era venidera, el cielo en la Tierra y el Reino de Dios son frases escatológicas que reflejan la creencia de que el mundo actual o la era actual están viciados o malditos y serán sustituidos en el futuro por un mundo, una era o un paraíso mejores.
El concepto está relacionado con los conceptos de cielo o vida después de la muerte, pero difiere de ellos en que el cielo es otro lugar o estado de existencia generalmente considerado superior al mundo, y la vida después de la muerte es generalmente la existencia continuada de un individuo tras la muerte.[cita requerida]
En la siguiente sección se revisan las religiones cronológicamente por fecha de composición de diversos textos religiosos, de más antiguo a más reciente, aunque la cronología de las religiones antiguas no se conoce con certeza. Las fechas más tardías son más seguras que las más tempranas.

## Escatología zoroástrica
En la escatología zoroástrica, el mundo venidero es el frashokereti, donde el saosyant hará resucitar a los muertos en los cuerpos que tenían antes de morir. A esto le sigue un juicio final. Los yazatas Airyaman y Atar fundirán el metal de las colinas y montañas, y el metal fundido fluirá entonces por la tierra como un río. Toda la humanidad -tanto los vivos como los muertos resucitados- tendrá que vadear ese río, pero para los justos (ashavan) parecerá un río de leche tibia, mientras que los malvados serán quemados. El río descenderá entonces hasta el infierno, donde aniquilará a Angra Mainyu y los últimos vestigios de maldad del universo. El saoshyant se menciona por primera vez como salvador en los Yashts escritos hacia 625 y 225 a. C..

## Escatología judía

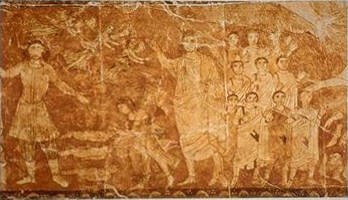
Resurrección de los muertos, fresco de la sinagoga de Dura-Europos

No hay pruebas de que los judíos creyeran en una vida personal después de la muerte, con recompensa o castigo, hasta después del año 200 a. C.
Aunque el judaísmo moderno sigue concentrándose en la importancia de HaOlam HaZeh ("este mundo"), HaOlam HaBa (העולם הבא) o el mundo venidero es una parte importante de la escatología judía, la vida después de la muerte, también conocida como Olam haBa, Gan Eden (el Jardín Celestial del Edén) y Gehinom.
Según el sagrado Talmud, cualquier no judío que viva de acuerdo con las Siete Leyes de Noé es considerado un Guer toshav (gentil justo), y tiene asegurado un lugar en el mundo venidero, la recompensa final de los justos.
Hay mucho material Aggádico relacionado con este tema. Gran parte de este material se ha recogido en forma popular en Leyendas de los judíos, de Louis Ginzberg; véase en particular su primer capítulo en el que se tratan conceptos esotéricos y místicos como el Paraíso y el Gan Edén "superior".

## Escatología cristiana

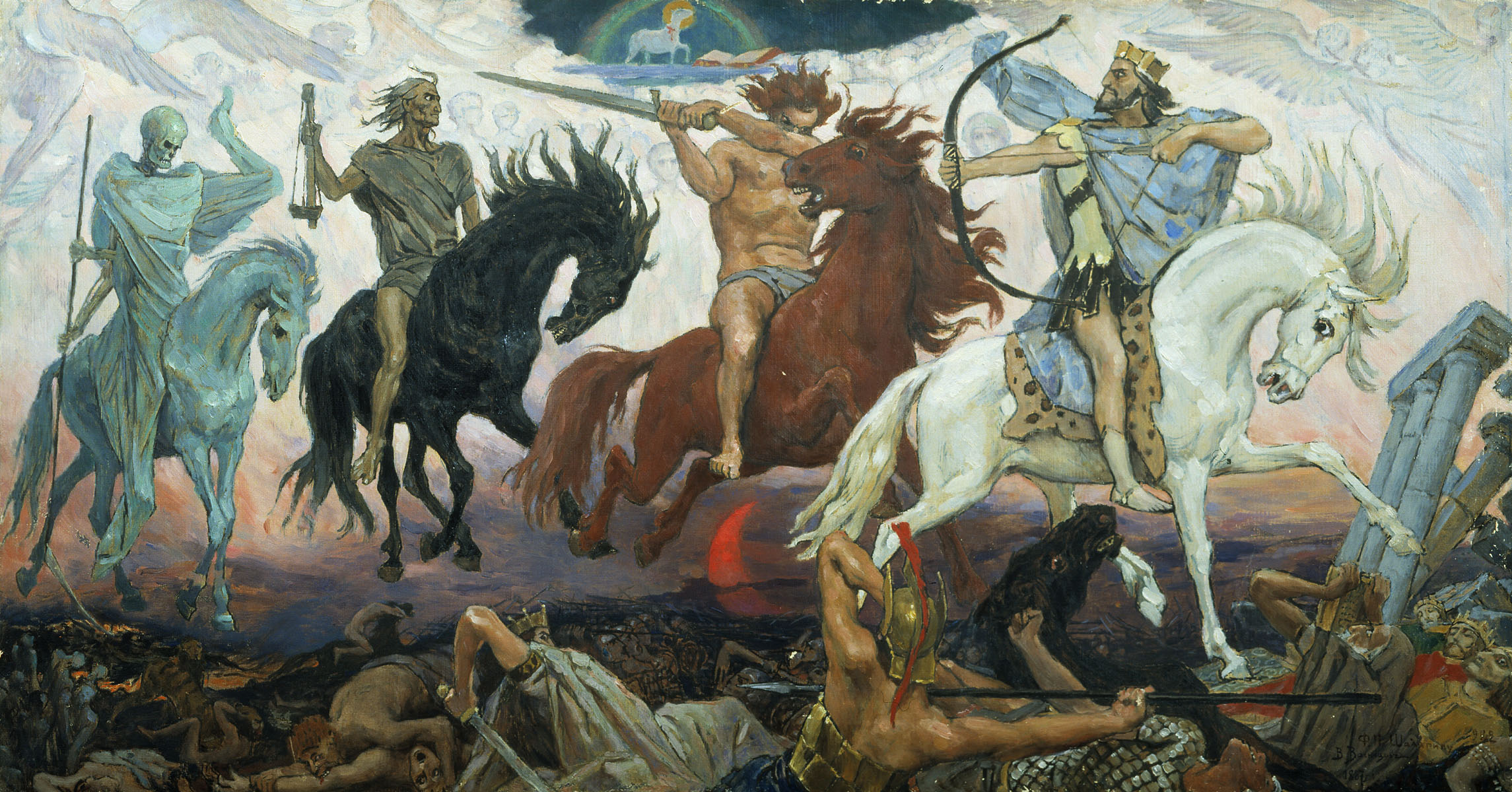
Los Cuatro Jinetes del Apocalipsis, cuadro de Victor Vasnetsov de 1887. El Cordero de Dios es visible en la parte superior.

En el cristianismo, la frase se encuentra en el Credo Niceno (versión ecuménica actual): "Esperamos la resurrección de los muertos y la vida del mundo futuro". También se encuentra en la versión Reina Valera del Nuevo Testamento 12:32, 10:30, 18:30, 2:5, 6:5. Otras expresiones relacionadas son "edad venidera", que suele encontrarse en traducciones más recientes, Reino de Dios, Edad Mesiánica, Edad Milenaria, Edad de Oro, La Nueva Tierra y la Nueva Jerusalén, y dispensación de la plenitud de los tiempos y posiblemente también vida eterna.

## Escatología hindú

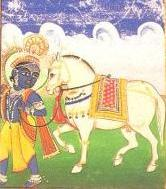
Kalki con su caballo blanco

En la escatología hindú, la era actual es el Kali Yuga, un periodo de decadencia. Kalki aparecerá para purgar todo el mal, comenzando una edad de oro de Satya Yuga.
Se han pronosticado diversas fechas, supuestamente a partir de diferentes métodos de cálculo. Pothuluru Veerabrahmendra, por ejemplo, escribió hace 400 años en su Divya Maha Kala Gnana, o Conocimiento Divino del Tiempo, que Kalki llegaría cuando la luna, el sol, Venus y Júpiter entraran en el mismo signo. No es un suceso raro y la última vez que ocurrió fue a principios de 2012, pasando sin novedad. La hora de llegada de Kalki no ha sido afirmada sistemáticamente por los astrólogos.
Las copias más antiguas del Mahabharata que existen datan del año 200 de nuestra era y es el primer texto que menciona a Kalki, pero es probable que se escribiera en su forma definitiva hacia el año 400 de nuestra era. Kalki también se menciona en el Vishnu Purana, cuya fecha de composición se discute entre el 400 a. C. y el 1000 d. C..

## Escatología islámica
Tanto el Islam suní como las creencias chiíes de los Doce Imanes sostienen que antes del Juicio Final, el Mahdi aparece y derrota al Falso Mesías Anticristo (Al-Masih ad-Dajjal). Su gobierno será el paraíso en la Tierra, que durará setenta años hasta su muerte, aunque otras tradiciones afirman 7, 19 o 309 años.